# Tom Zajíček
Tom Zajíček (25. srpna 1948 Písek – 17. února 2014) byl český sociolog a politik, v 90. letech 20. století starosta Písku a do roku 2010 poslanec Poslanecké sněmovny za ODS.

## Vzdělání a profese
Vystudoval Filozofickou fakultu UK, obor sociologie a filosofie (1966 – 1971). Působil jako sociolog v textilním závodě Jitex Písek (1971 – 1975) a na generálním ředitelství Pletařského průmyslu v Písku (1977 – 1987). Poté pracoval jako vedoucí psychologické laboratoře pro přípravu personálu JE Temelín (1987 – 1990).
Byl ženatý. Manželka Alexandra pracovala coby ředitelka Úřadu práce v Písku. Mají tři děti – Petra, Ondřeje a Vojtěcha.

## Politická kariéra
Po sametové revoluci se zapojil do aktivit Občanského fóra. Později se stal členem nově vzniklé ODS. V roce 1990 byl zvolen starostou města Písku a tuto funkci vykonával do roku 1998. Byl taky předsedou Svazu měst a obcí ČR a spoluzakladatelem Sdružení obcí Prácheňska.
V komunálních volbách roku 1994, komunálních volbách roku 1998, komunálních volbách roku 2002, komunálních volbách roku 2006 a komunálních volbách roku 2010 byl do zastupitelstva města Písku, ve všech volbách za ODS s výjimkou roku 2010, kdy kandidoval jako bezpartijní za SNK Evropští demokraté. Profesně se uvádí jako sociolog.
Ve volbách v roce 1998 byl zvolen do poslanecké sněmovny za ODS (volební obvod Jihočeský kraj). Byl členem sněmovního výboru pro veřejnou správu, regionální rozvoj a životní prostředí. Poslanecký mandát obhájil ve volbách v roce 2002. Stal se místopředsedou sněmovního výboru pro veřejnou správu, regionální rozvoj a životní prostředí. Opětovně byl zvolen ve volbách v roce 2006. Nyní zasedl na post předsedy výboru pro veřejnou správu a regionální rozvoj. Byl také členem kontrolního výboru sněmovny. V parlamentu setrval do voleb v roce 2002.
Do roku 2008 byl předsedou Regionálního sdružení ODS Jihočeského kraje. Tehdy se na volebním regionálním sněmu zformovala skupina lidí, která měla většinu a sestavila kandidátku podle svých představ. Zajíček byl v tu chvíli nadbytečný, a tak využil tragického výsledku krajských voleb, přijal osobní zodpovědnost a rezignoval. Novým předsedou byl poté jednoznačně zvolen Martin Kuba.
V roce 2010 Zajíček z ODS vystoupil. Jeho zdůvodnění tohoto kroku prezentované v tisku vyvolalo kontroverze s vedením písecké ODS. Stalo se tak 7. června 2010 na volebním sněmu Místního sdružení ODS v Písku. Podle Zajíčkovy interpretace předseda sdružení Otomar Gottstein v rozporu s volebním řádem navrhl, aby se o celé kandidátce hlasovalo najednou, bez možnosti navrhovat další jména. To sice neprošlo, ale při následném hlasování o kandidátech podle Zajíčka hlasovací mašinérie neselhala a žádný návrh na změnu kandidátky nebyl přijat. Proto patnáct členů sdružení včetně Zajíčka na protest opustilo sněm a poté i stranu. Naproti tomu podle Gottsteina odstoupivší členové nebyli ochotni akceptovat vůli většiny členů ODS a jejich odchodem se situace ve sdružení v Písku zcela jistě zklidní.
K říjnu 2012 byl uváděn jako poradce premiéra Petra Nečase pro samosprávu a regionální rozvoj.
Zemřel po krátké těžké nemoci v únoru 2014.